# Søby Sogn (Assens Kommune)
 Denne artikel omhandler Søby Sogn (Assens Kommune). Der er også andre sogne med dette navn, se Søby Sogn.
Søby Sogn er et sogn i Assens Provsti (Fyens Stift).
I 1555 blev Turup Sogn anneks til Søby Sogn. Begge sogne hørte til Båg Herred i Odense Amt. Søby-Turup sognekommune blev ved kommunalreformen i 1970 indlemmet i Assens Kommune.
I Søby Sogn ligger Søby Kirke.
I sognet findes følgende autoriserede stednavne:
- Boelbjerg (bebyggelse)
- Gåsemosedam (bebyggelse)
- Kirke Søby (bebyggelse, ejerlav)
- Skovgårde (bebyggelse, ejerlav)
- Skovsbjerg (areal)
- Stigmose (areal)
- Sø Søby (bebyggelse, ejerlav)
- Søbygård (landbrugsejendom)
- Tinggyde (bebyggelse)
- Tingledhave (bebyggelse)
- Tornehave (bebyggelse)
- Troldesø (bebyggelse)
- Tylle (bebyggelse)